# Tootsi
Tootsi község Észtország délnyugati részén fekszik, Pärnumaa megyében. Közigazgatásilag Tootsi egy vidéki község Pärnumaa megyében. A 2009-es népszámlálás alapján népessége 951 fő, akik a település 1,76 km²-es területén élnek.
Vasútállomása az Edelaraudtee vasútvonalon fekszik, ám maga az állomásépület a szomszédos Elbi településen található.

## Népesség
A település népessége az utóbbi években az alábbi módon alakult:
| Lakosok száma | 1033 | 1370 | 1323 | 1059 | 744  | 736  | 775  | 763  | 759  | 774  |
|               | 1959 | 1970 | 1989 | 2000 | 2011 | 2015 | 2016 | 2017 | 2020 | 2021 |

## Fordítás
Ez a szócikk részben vagy egészben  a   Tootsi című angol Wikipédia-szócikk ezen változatának fordításán alapul.  Az eredeti cikk szerkesztőit annak laptörténete sorolja fel. Ez a jelzés csupán a megfogalmazás eredetét és a szerzői jogokat jelzi, nem szolgál a cikkben szereplő információk forrásmegjelöléseként.